# عبدالله بن ابی بن سلول
عبدالله بن اُبَیْ بن سلول که به ابن سلول نیز مشهور است، یکی از شخصیت‌های بزرگ در یثرب بوده که ریاست قبیله خزرج را برعهده داشته‌است. مسلمانان وی را بزرگ‌ترین منافق صدر اسلام می‌دانند. برخی وی را بزرگ مدینه، قبل از ورود محمد به آن شهر می‌دانند.

## نام و نسب
نام وی عبدالله و کنیه‌اش ابوحباب گزاش شده‌است. نسب وی به قبیله خزرج می‌رسد و شجره‌اش را «ابوالحباب، عبدالله بن اُبّی بن مالک بن حارث خزرجی» نقل کرده‌اند.

## زندگانی
تا قبل از هجرت محمد به مدینه، بین دو قبیله اوس و خزرج جنگ‌های فروانی رخ می‌داد تا آنکه سرانجام این دو طایفه به توافق رسیدند که عبدالله بن ابی را فرماندار مدینه کنند و همگی بر فرمان او باشند. با مسلمان شدن اکثریت مدینه و هجرت محمد به این شهر، عبدالله بن ابی، فضا را برای حکمرانی خود مناسب ندید و با ورود محمد به مدینه مخالف بود. وی به ناچار اسلام را پذیرفت و مخفیانه تصمیم به اخراج پیامبر از مدینه گرفت. بنا بر برخی گزارش‌ها، وی قصد ترور محمد را نیز داشته‌است. نفاق وی به طوری آشکار بود که فرزندش حباب، از محمد اجازه خواست تا اگر چاره‌ای جز کشتن او نیست خودش سر پدرش را نزد محمد بیاورد؛ ولی محمد نپذیرفت و از او خواست که همچنان با او به نیکی رفتار کند.

### مرگ
پس از مرگ عبدالله، محمد بر وی نماز خوانده و به جای دعا، او را نفرین کرد. بر اساس برخی منابع، وقتی محمد قصد کفن کردن او را با لباس خود نمود، آیه نازل شد که: «ولا تصل علی أحد منهم مات أبدا ولا تقم علی قبره» (سوره توبه، آیه۸۴) و وقتی قصد نماز خواندن بر وی را کرد، آیه دیگری نازل شد که: «ولا تصل علی أحد منهم مات أبدا ولا تقم علی قبره» (سوره توبه، آیه ۸۴).